# Parroquia civil (Inglaterra)

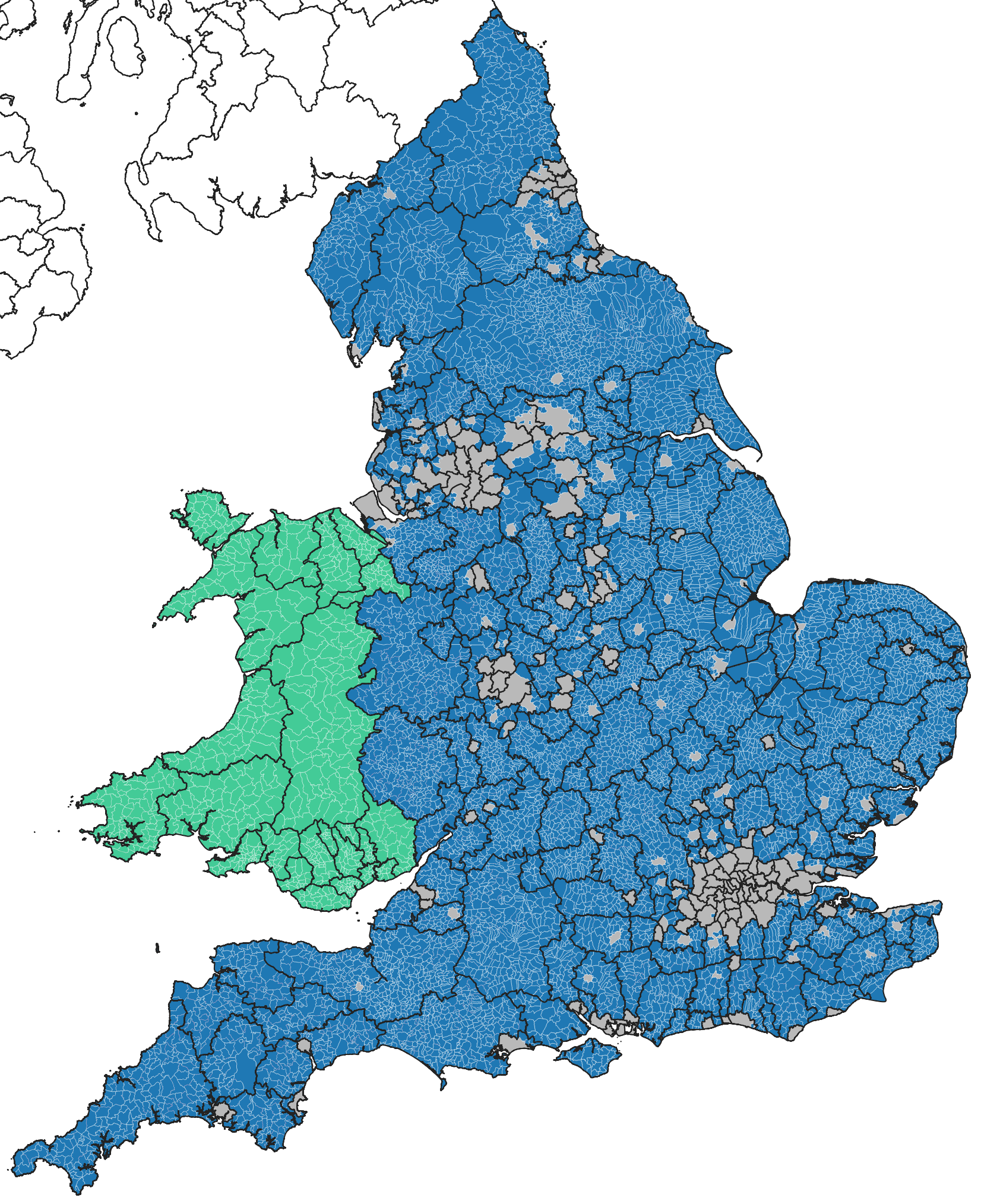
Mapa de las parroquias civiles de Inglaterra y las comunidades de Gales.

La parroquia civil en Inglaterra (en inglés, civil parish) es una división territorial subnacional vigente en Reino Unido, concretamente en Inglaterra y posteriormente también en Gales, Escocia e Irlanda. El equivalente en los países latinos son las entidades locales menores o municipios.

## Historia
Estas tienen sus orígenes en 1535, cuando la disolución de las órdenes monásticas por el rey Enrique VIII de Inglaterra, que había roto con el papa y Roma el desarrollo de la doctrina anglicana. Las parroquias eclesiásticas se convirtieron así en las instituciones civiles, cada una dirigida por un "Parish council" (Consejo Parroquial)-Ayuntamiento a menudo llamado "Town council" o "City council" (Cabildo o Ayuntamiento).
Estos juegan un papel tan importante en el desarrollo de Poor Laws ("Leyes de Pobres") para la asignación de ayuda financiera a los más pobres en vigor en el país entre los siglos XVI y XIX. En 1965, durante la creación del Gran Londres, las parroquias quedaron prohibidas oficialmente en el territorio de la nueva entidad.
La reforma iniciada por la Local Government Act 1972 elimina de nuevo una serie de estas parroquias. Por lo tanto, en Gales desaparecieron por completo para dar paso a la Comunidad. En cambio, unas nuevas parroquias se crearon en Inglaterra desde esa fecha, incluyendo 100 desde 1997. Hoy en día, hay 8700 de estas entidades en el territorio de Inglaterra, que cubre aproximadamente el 35% de la población. Las zonas urbanizadas raramente perviven, con la notable excepción de Birmingham, que tiene una parroquia civil en su interior: New Frankley.
En Escocia, el número de parroquias civiles es de 871.

## Competencias
Los Consejos de parroquias (en Inglaterra) y Comunidades (Gales) son responsables, sabiendo que estas competencias son ampliamente compartidas con los Distritos
- La decisión de construir viviendas, edificios públicos, carreteras principales;
- La planificación urbana;
- Desarrollo de la tierra de las instalaciones al aire libre de los deportes, los cementerios, estacionamientos;
- La iluminación y aceras.